# Jørgen Frantzen
Jørgen Nagel Frantzen (* 9. Mai 1935 in Holbæk; † 10. Januar 2020 in Hundested) war ein dänischer Steuermann im Rudern.

## Werdegang
Jørgen Frantzen gewann bei den Olympischen Sommerspielen 1952 in Helsinki zusammen mit Poul Svendsen und Svend Pedersen die Bronzemedaille im Zweier mit Steuermann. 